# 艾旺寺
艾旺寺，位于西藏自治区日喀则地区康马县萨玛达乡萨鲁村，是一座藏传佛教格鲁派寺院。

## 简介
艾旺寺位于日喀则地区康马县驻地以南的萨玛达乡萨鲁村，距离康马县驻地15公里。该寺的位置在冲巴涌曲河岸，依山临水，海拔4400米。
艾旺寺建于吐蕃王朝时期的西藏佛教前弘期（8至9世纪），由班智达释迦室利的前身拉吉曲羌创建。
艾旺寺原来信奉宁玛派，后来改宗格鲁派。艾旺寺正殿内的塑像受汉地文化影响明显，带有云冈石窟、龙门石窟的唐代佛教造像风格；东配殿泥塑和中亚寺庙中的塑像相似；西配殿的神龛、浮雕带有明显的印度风格。艾旺寺的雕塑汇集了汉地、印度、于阗三种艺术风格。
该寺坐南朝北，东西长37米，南北宽25米，占地面积925平方米。该寺由围墙、回廊、正殿、东配殿、西配殿、庭院共6个部分组成。殿堂外墙与围墙均涂红色。
- 围墙：平面呈长方形，墙上砌有108座石塔，北面正中央开有一座9米宽的大门。[1][2]
- 回廊：围墙内的殿堂平面布局呈现“凸”字形，殿堂和围墙间有宽1.3米的回廊。[1]
- 正殿：殿内东西长11米，南北宽5.5米，面积60.5平方米。正殿内墙周砌一周石砌台座，正面的台座上面残存有7尊释迦牟尼泥塑造像，正中央的佛像高2.3米。[1][2]
- 东配殿：南北长7米，东西宽5米，面积35平方米。原来有19尊泥塑造像，其中正面供奉弥勒佛像1尊、菩萨像4尊，南北两侧各供奉菩萨像5尊，殿门两侧各供奉菩萨像1尊与金刚力士像1尊。现仅存菩萨像11尊和金刚力士像2尊。[1][2]
- 西配殿：南北长6米，东西宽5米，面积30平方米。正面残存有一座石砌泥塑的塔形神龛，神龛宽2米，高3米，龛上雕有“Ｓ”形卷草纹及菱形花朵。龛内原供奉泥塑佛像，现已毁灭。四壁上原来有不少泥塑浮雕，例如龙女、飞天、蜥蜴等等，现大多已毁。[1]
- 庭院：正殿与东、西配殿之间为庭院，长17米，宽12米。[2]

1966年，艾旺寺顶部遭到拆毁，殿内佛像等物遭不同程度毁坏。1995年6月，艾旺寺被评为西藏自治区文物保护单位。2019年10月7日公布为第八批全国重点文物保护单位。